# Schwergewichtswand

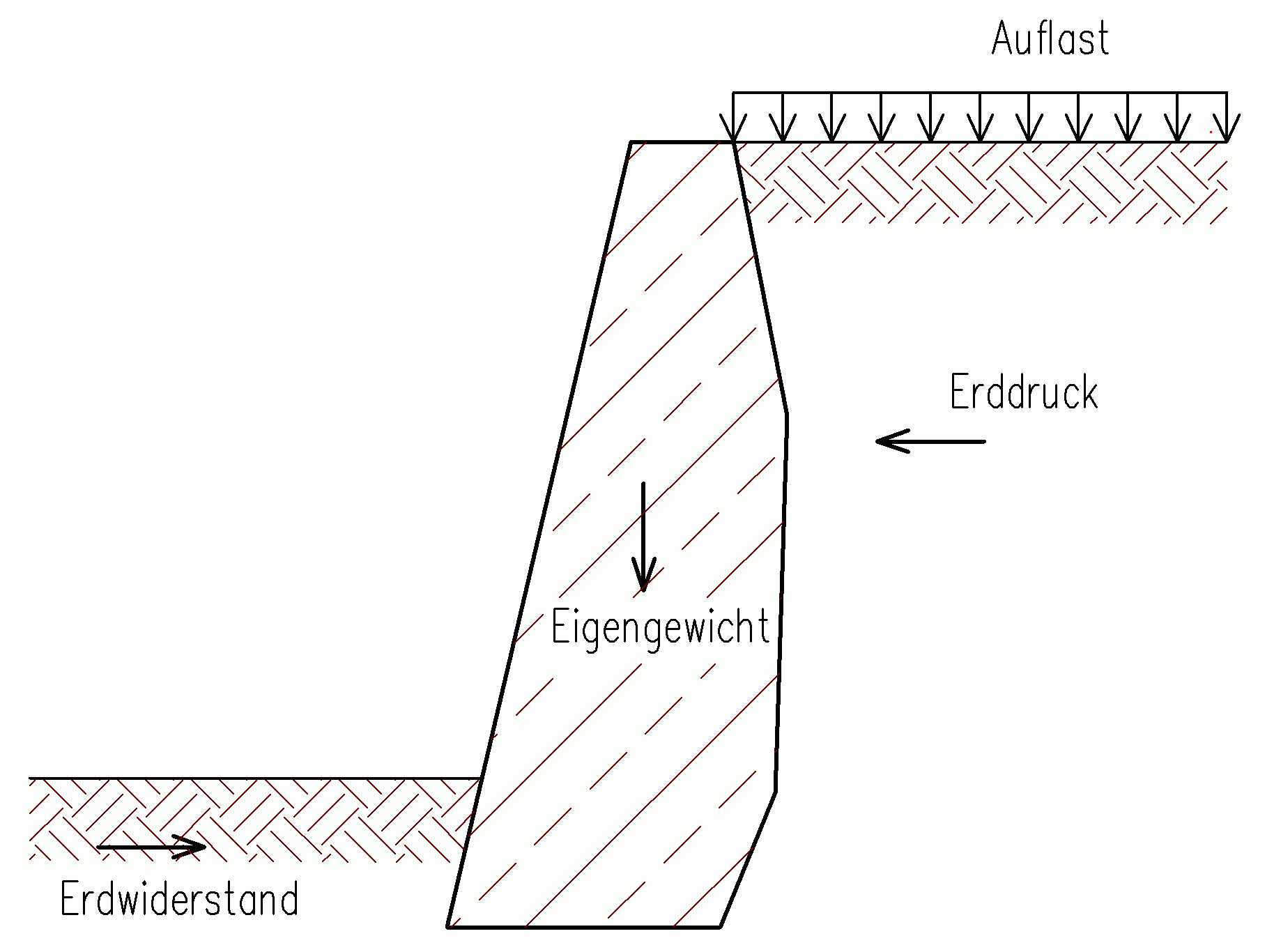
Schwergewichtswand Beispiel

Eine Schwergewichtswand oder Schwergewichtsmauer ist eine Stützwand für einen Geländesprung oder eine Böschung. Sie stemmt sich nur mit ihrer Masse dem Erddruck entgegen. Sie kann aus Naturstein oder künstlichen Materialien wie Mauerwerk oder unbewehrtem Beton bestehen. Für Wände geringer Höhe eignen sich gebrauchte Bahnschwellen, sofern diese mit unschädlichen Holzschutzmitteln imprägniert wurden.
Für eine Schwergewichtswand ist in der Regel ein statischer Nachweis der inneren Kräfte und der Standsicherheit erforderlich.
Beim Nachweis der inneren Kräfte soll die resultierende Kraft aus Erddruck und Wandgewicht in allen Ebenen im mittleren Drittel liegen.
In Ausnahmefällen kann eine exzentrische Belastung und ein Auftreten von Zugspannung in geringem Umfang zugelassen werden (die in einer klaffenden Fuge resultieren), aber nur bis zur Schwerachse.
Beim statischen Nachweis der äußeren Kräfte ist die Grundbruchsicherheit in der Aufstandsfuge in Abhängigkeit vom Untergrund nachzuweisen (Bodenpressung).
Weiter ist die Kippsicherheit und die Gleitsicherheit der Gesamtkonstruktion nachzuweisen.
Das Anschrägen der freiliegenden Seite erhöht die Stabilität bzw. spart Material.
Sofern die Bauweise der Wand den Durchtritt des dahinter auftretenden Sickerwassers nicht erlaubt und die Wand auch nicht dick genug ist, um das Auftreten von Frost auf der dem Erdreich zugewandten Seite zu verhindern, so ist unbedingt eine Drainage zur Entfeuchtung des Erdreichs vorzusehen, um die Verschiebung der Wand durch gefrierendes Stauwasser zu vermeiden.